# Yttringe

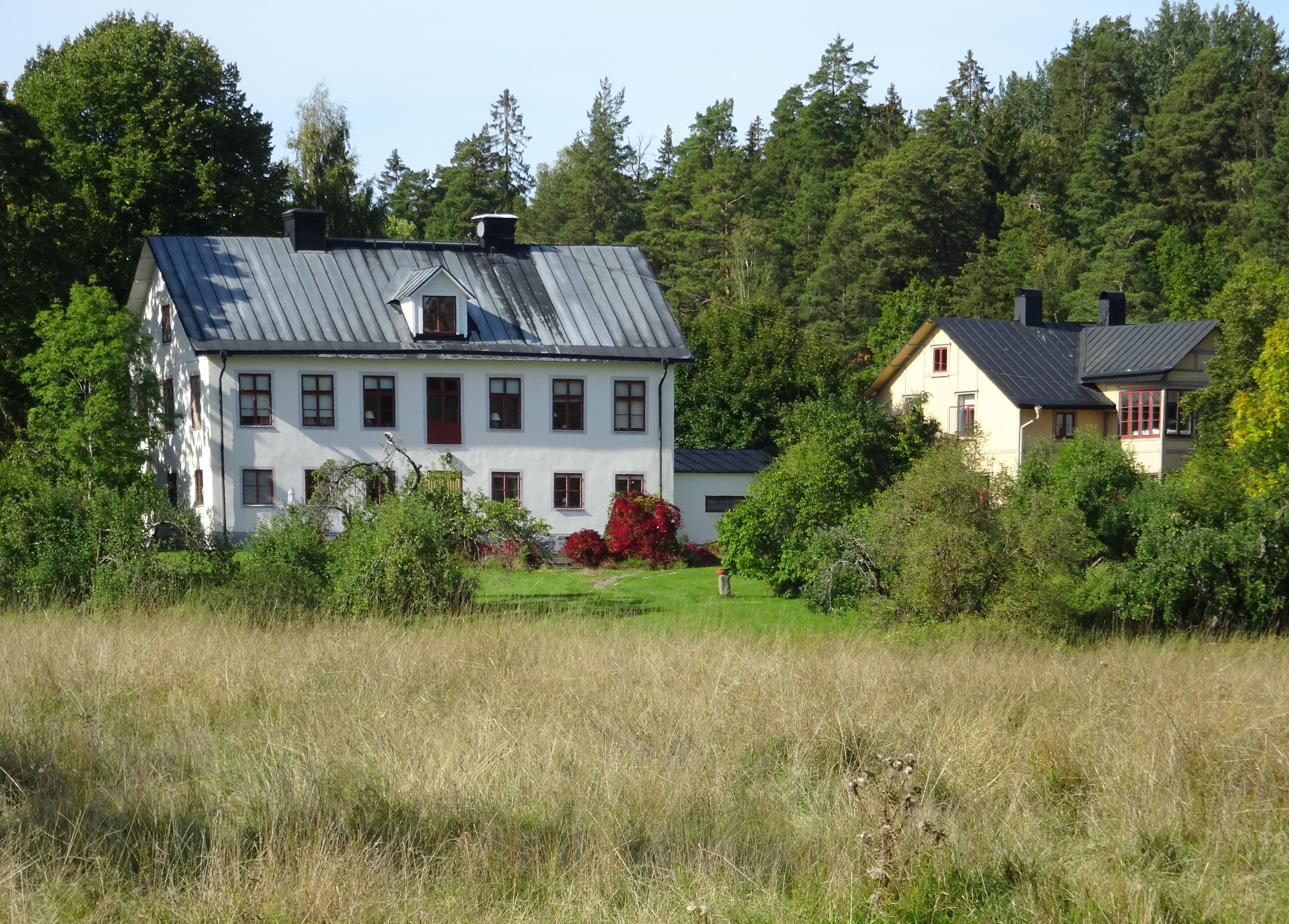
Östra Yttringe gårds huvudbyggnad (till vänster) med Förvaltarvillan i september 2021.

Yttringe (östra och västra) är en kommundel på nordöstra Lidingö kommun. Namnet har sitt ursprung i de stora ängsmarker som har funnits i området sedan lång tid tillbaka och in på 1900-talet. Yttringe gränser i väster till kommundelen Rudboda, i norr till Södergarn och via en smal remsa till Askrikefjärden. I öster vidtar kommundelen Elfvik och i söder sträcker sig Hustegafjärden.

## Historia

Kartan från 1720 där gårdarna Rudboda, Sundby, Västra Yttringe, Östra Yttringe, Hustega, Elfvik med flrra finns angivna.

Yttringe betyder "den yttre ängen". Namnet förekommer i ett köpebrev av Bo Jonsson (Grip), upprättat 1381 för köpet av Östra Yttringe gård som "Ytra ængia". Man skiljer på områdena Västra Yttringe och Östra Yttringe, två separata lantbruksgårdar som båda ursprungligen kan ha varit en del av en större gård under 1200-1300 talen, förmodligen Rudboda gård och därför benämnts "de yttre ängarna" till denna gård som senare avskiljts och gett namn åt två nya gårdar, Västra och Östra Yttringe. 
Någon närmare dokumentation från tiden runt 1200-1400 talen har inte återfunnits men redan 1661 var Västra och Östra Yttringe etablerade separata gårdar och är redovisade på den äldsta kände kartan över Lidingön, upprättad 1661 av kartografen Peder Mehnlöös. Den tidigaste markkartan man hittat är från 1720 där gårdarna Rudboda, Sundby, Västra Yttringe, Östra Yttringe och Hustega gård finns angivna som separata gårdar med uppodlad mark i aktuellt område. Vid det laga skogsskifte som genomfördes mellan Lidingös 25 frälsehemman den 29 augusti 1774 i samband med att släkten Banér på Djursholms slott sålde ut Lidingö, slogs många mindre gårdar och torp samman till större gårdar som av hävd hade brukat vissa områden utan att ha haft lagfart på gården.

## Västra Yttringe

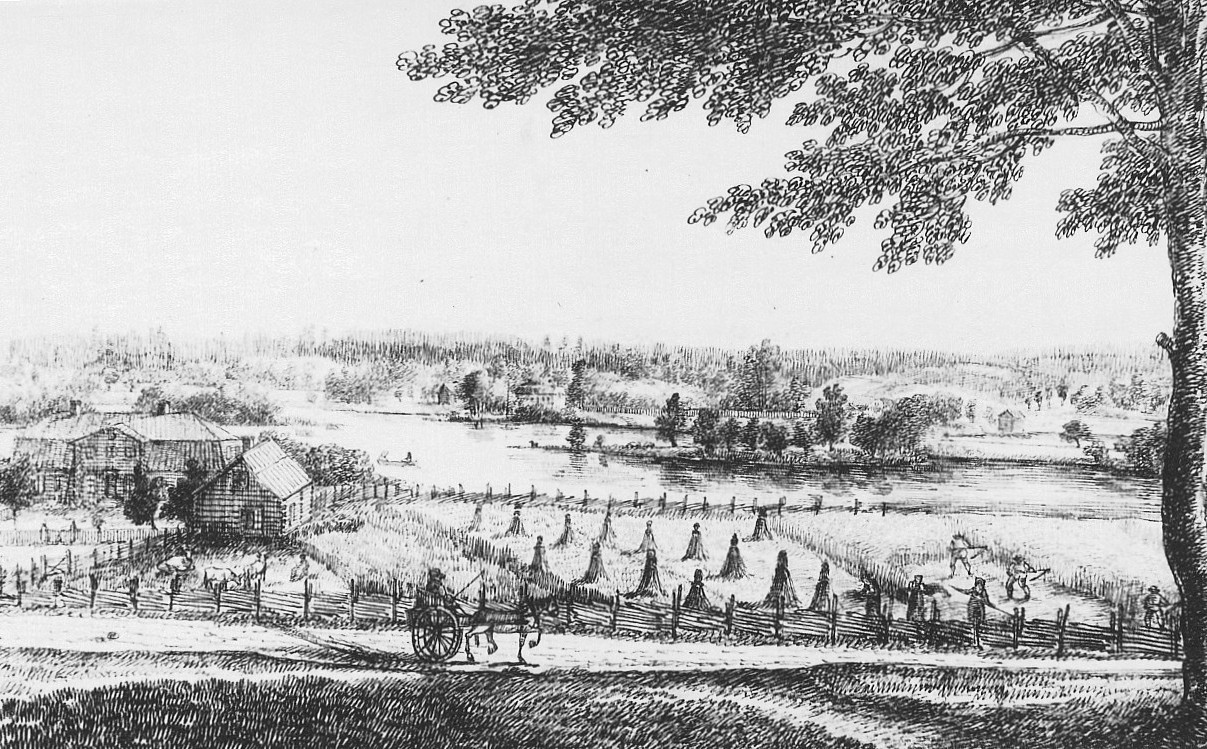
Västra Yttringe enligt en teckning av Axel Fredrik Cederholm 1816.

Västra Yttringe gård med ursprung från 1700-talet köptes 1793 av Karl Ulrik Gråå (1759-1805), far till justitieborgmästaren Johan Fredrik Gråå (1797-1897). Gråviken som ligger nedanför gården vid Kyrkvikens norra strand, tidigare stavat som Grååviken och på mitten av 1700-talet kallad Yttringeviken, är uppkallad efter familjenamnet Gråå. Gården kom att innehas av familjen Gråå fram till 1907.
Gården genomgick betydande förändringar med omfattande tillbyggnader när den på tidigt 1970-tal köptes av Adam Backström. Backström nyttjade gården ett tiotal år som privatbostad och sålde den till Irans ambassad som fortfarande (2021) innehar gården.

## Östra Yttringe

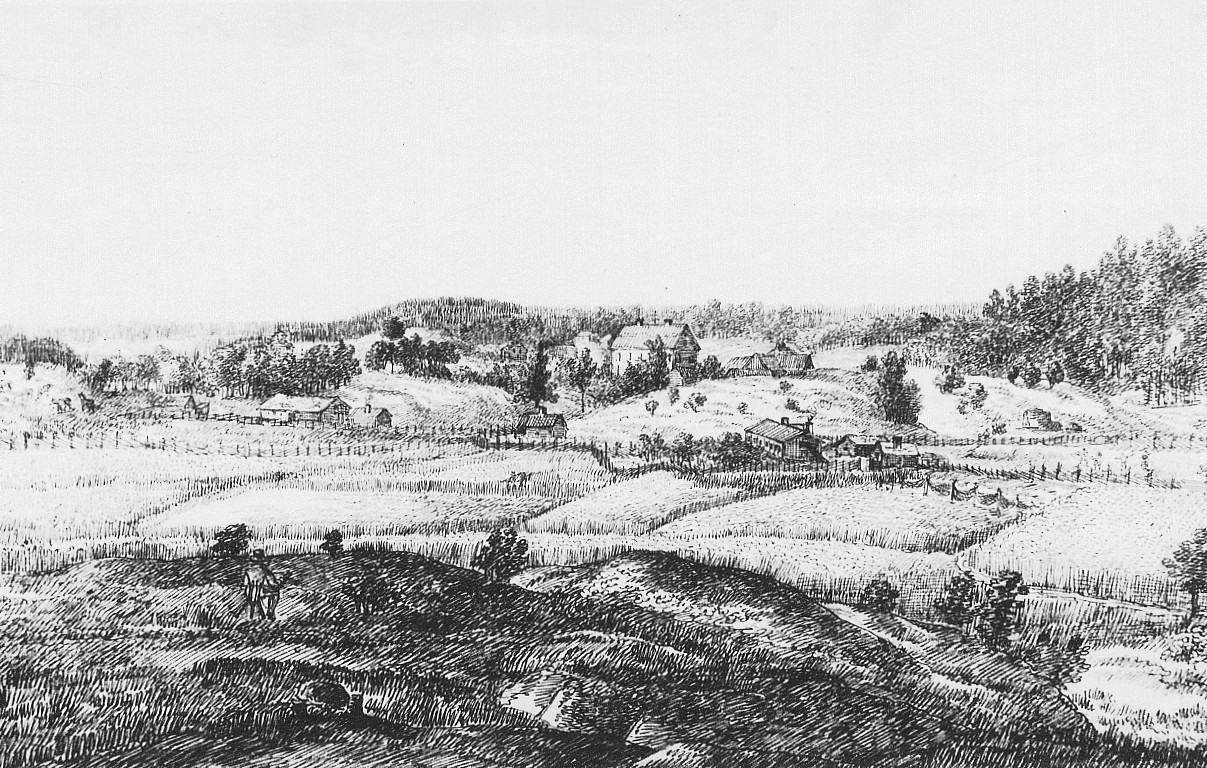
Östra Yttringe enligt en teckning av Axel Fredrik Cederholm 1816.

Östra Yttringes huvudbyggnad och ladugårdar låg ursprungligen lite längre västerut, närmare Gråviken. Platsen, idag kallad Östra Yttringe gamla tom, är numera ett fornminne med RAÄ-nummer: Lidingö 29:1.  Mangårdsbyggnaden brann ner omkring 1770. En ny huvudbyggnad uppfördes 1801 för häradshövdingen Anders Nordell som på 1790-talet förvärvt Östra Yttringe. Till egendomen hörde även gården Hustega (som gett upphov till namnet Hustegafjärden och Hustegaholm) strax öster om Östra Yttringe, som före år 1829 utgjort en egen gårdsenhet. 
Östra Yttringe inklusive Hustega gård gränsade i öster till Långnäs gårds ägor, i väster mot Västra Yttringe och i norr mot Södergarns ägor med en kil av skogsmark upp mot Askrikefjärden öster om nuvarande Södergarns udde. Under åren 1866-1869 avstyckade och sålde Oskar Dahlin flera fastigheter för bebyggelse med sommarvillor, bland dem Karlsro, Tomtebo, Eriksberg, Fredrikshäll, Bellevue, Oskarshäll, Kristinehäll och Gustavsberg.
Till Östra Yttringe gård hörde på 1800-talet ett antal bostadshus. En del av dessa hus uppförda på 1890-talet har renoverats och bevarats: Förvaltarvillan, strax norr om mangårdsbyggnaden, och Trädgårdsmästarbostaden även kallad "Franska villan". Östra Yttringe ingår enligt Kulturmiljöprogram för Lidingö stad, upprättat 1990, i ett kulturhistoriskt värdefullt område. Enligt Lidingös översiktsplan skall dessa kulturmiljöer vårdas och skyddas.

## Hyggesfritt skogsbruk på försök
År 2008 anlade Skogsstyrelsen, i samarbete med Lidingö kommun och SLU, ett forskningsförsök i Yttringeskogen samtidigt som en demonstrationsskog etablerades - totalt 12 hektar skog. Försöket och demonstrationsskogen anlades för att undersöka några olika hyggesfria avverkningsmetoder och hur deras sociala värden påverkas. Forskningsförsöket använder metoden volymblädning, en metod framtagen av Lars Lundqvist vid SLU. 

### Byggnader (urval)

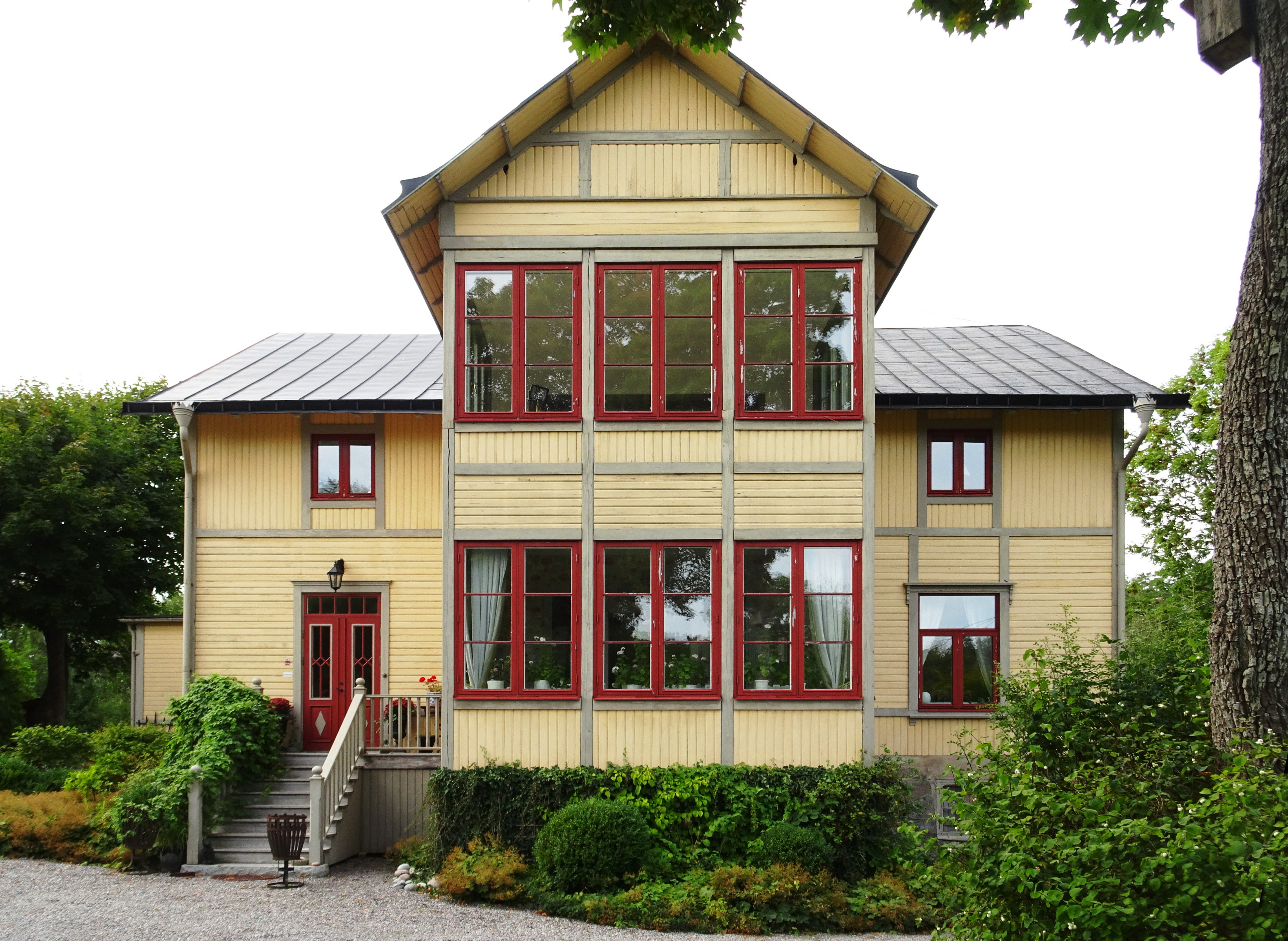
Östra Yttringe gårds förvaltarvilla från 1890.
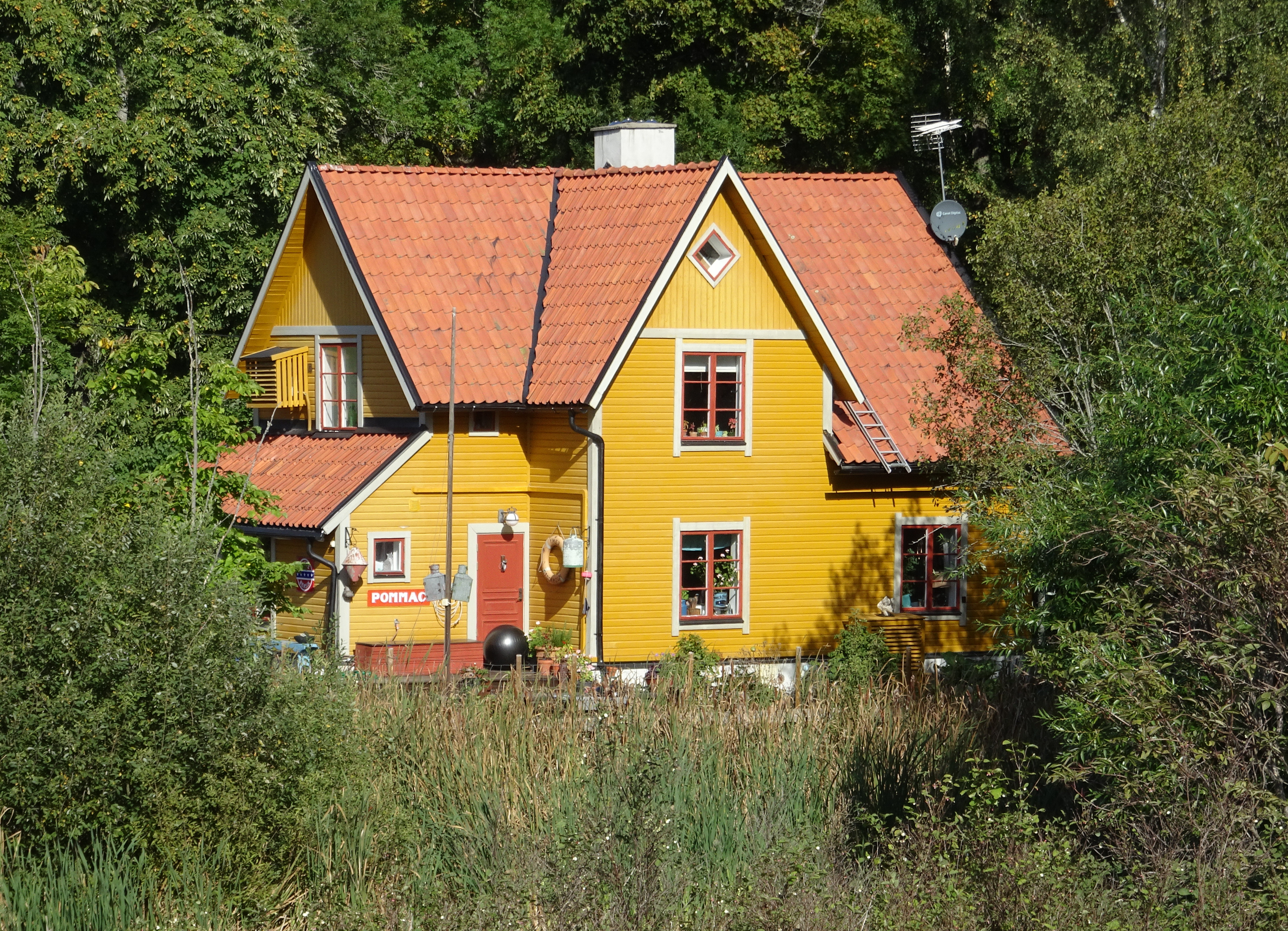
Östra Yttringe gårds trädgårdsmästarbostad från 1890.
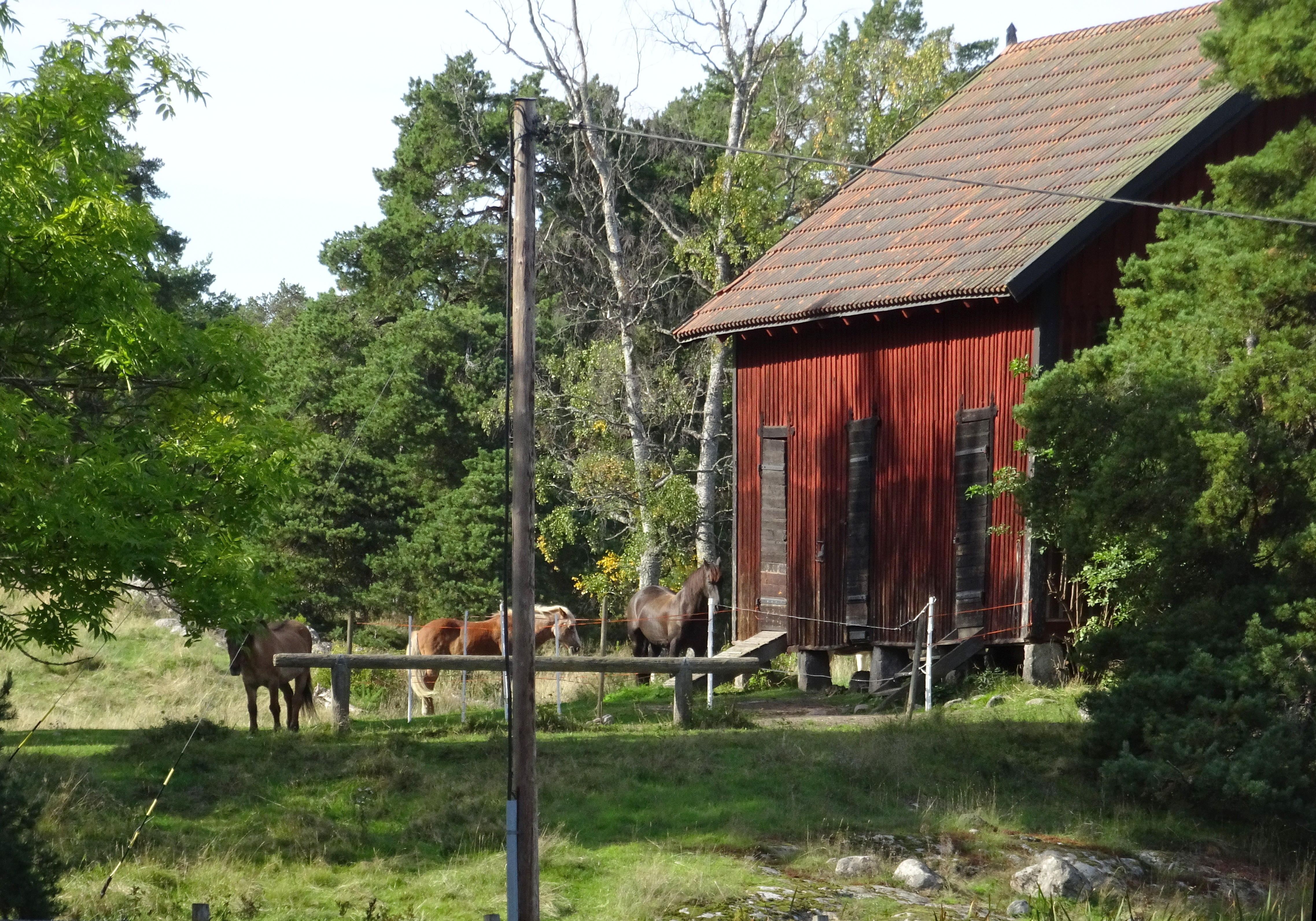
Östra Yttringe gårds magasinsbyggnad från 1801.
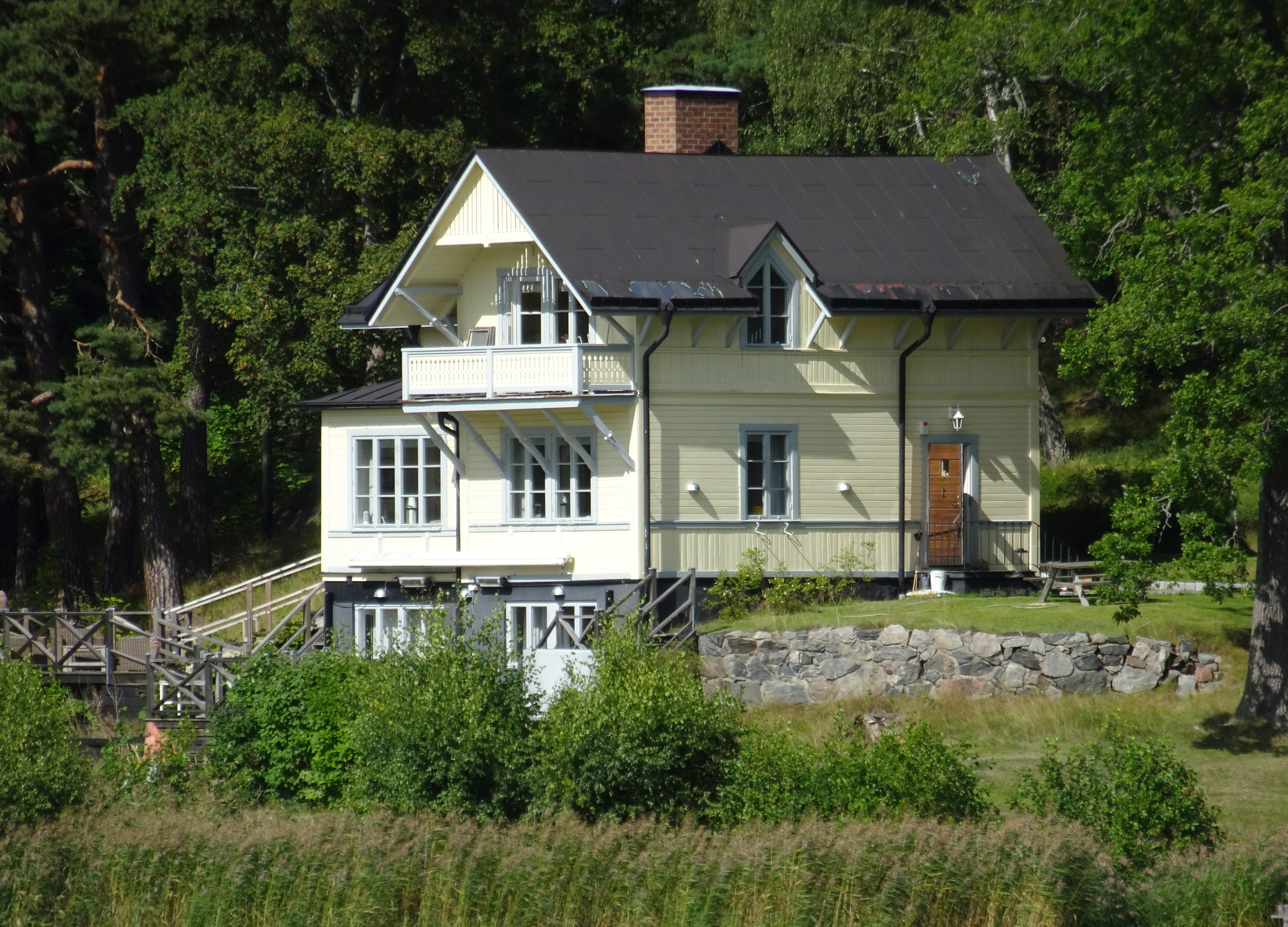
Karlsro (sommarvillan) från 1880-talet.

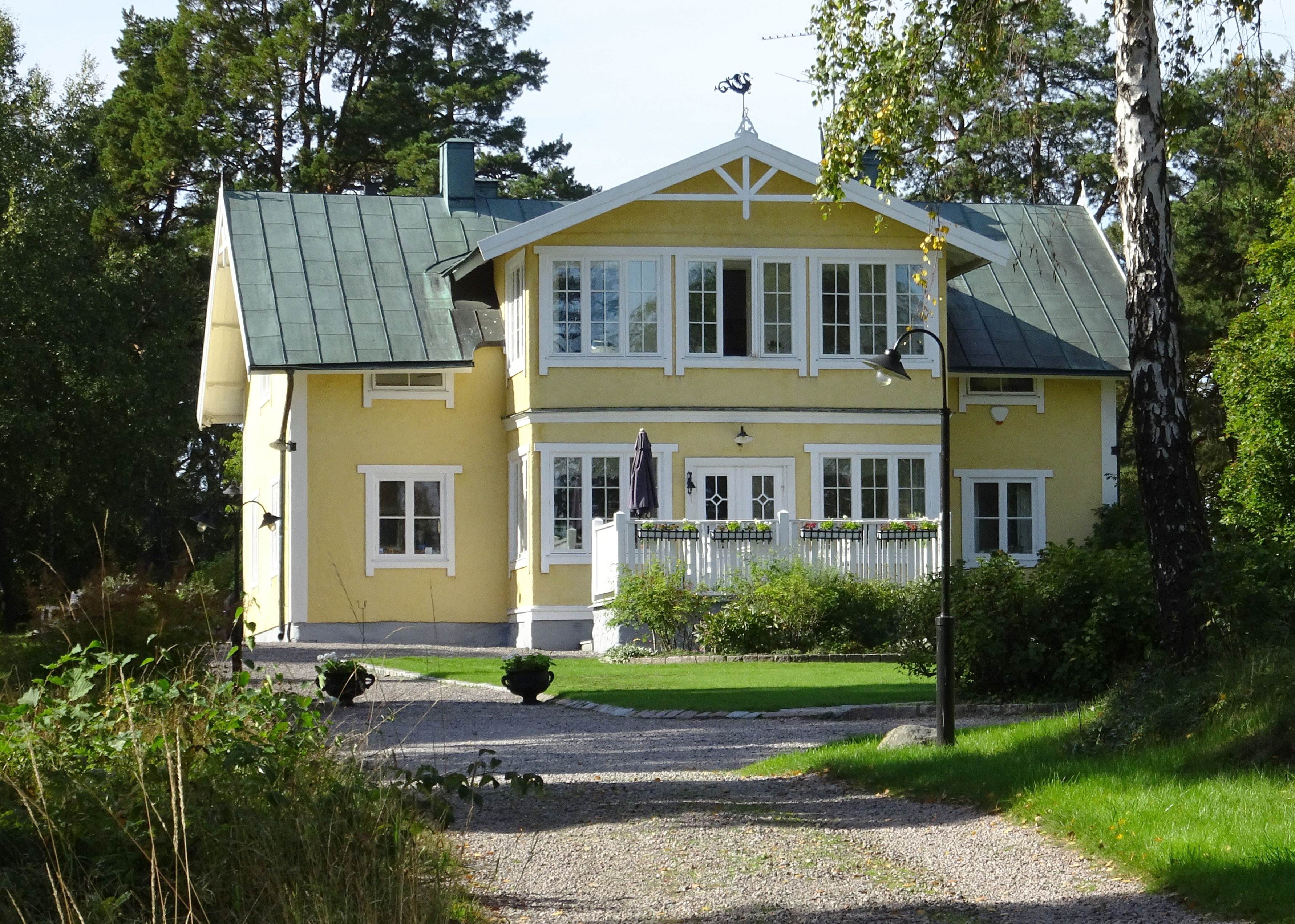
Bellevue.
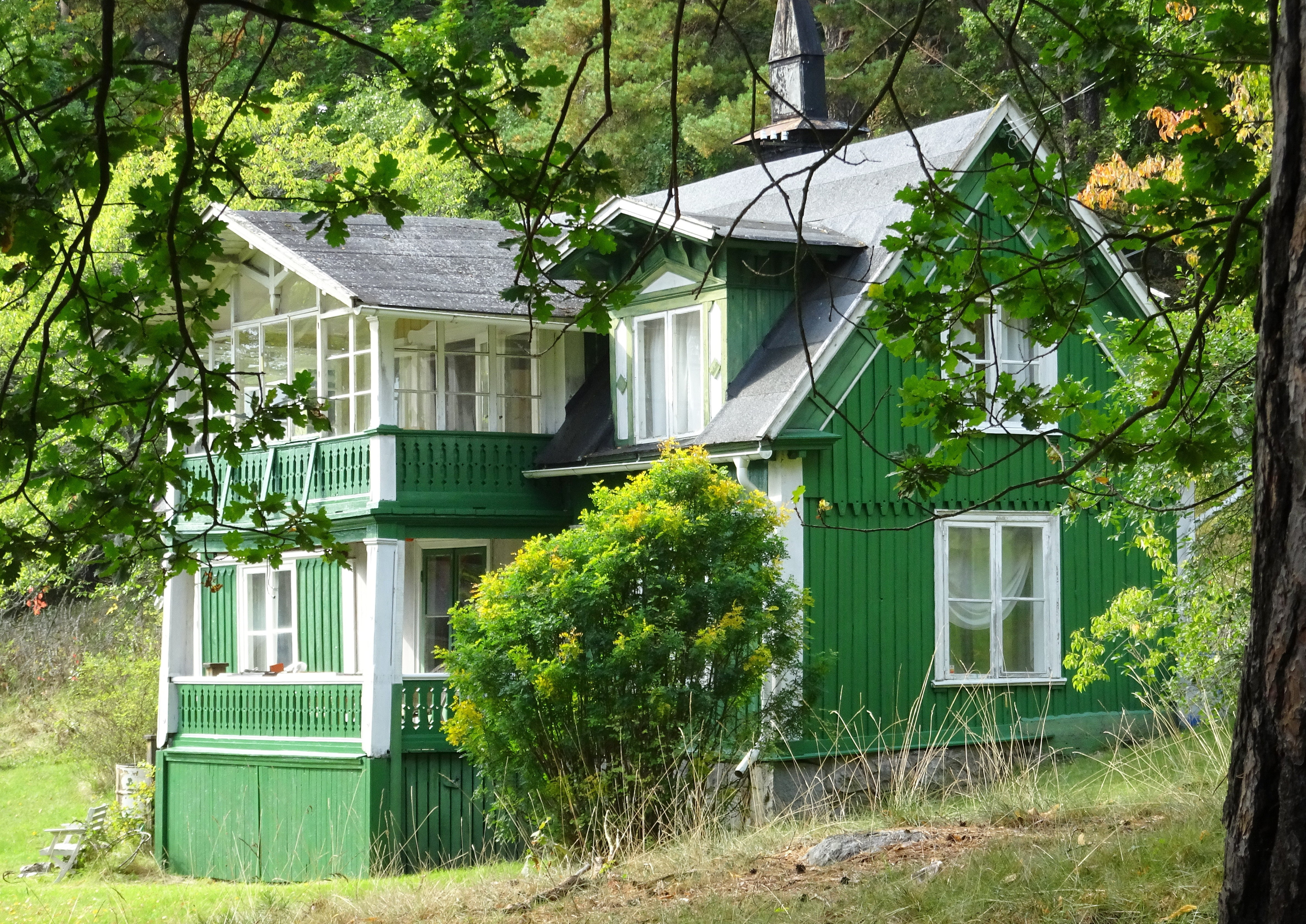
Tomtebo.
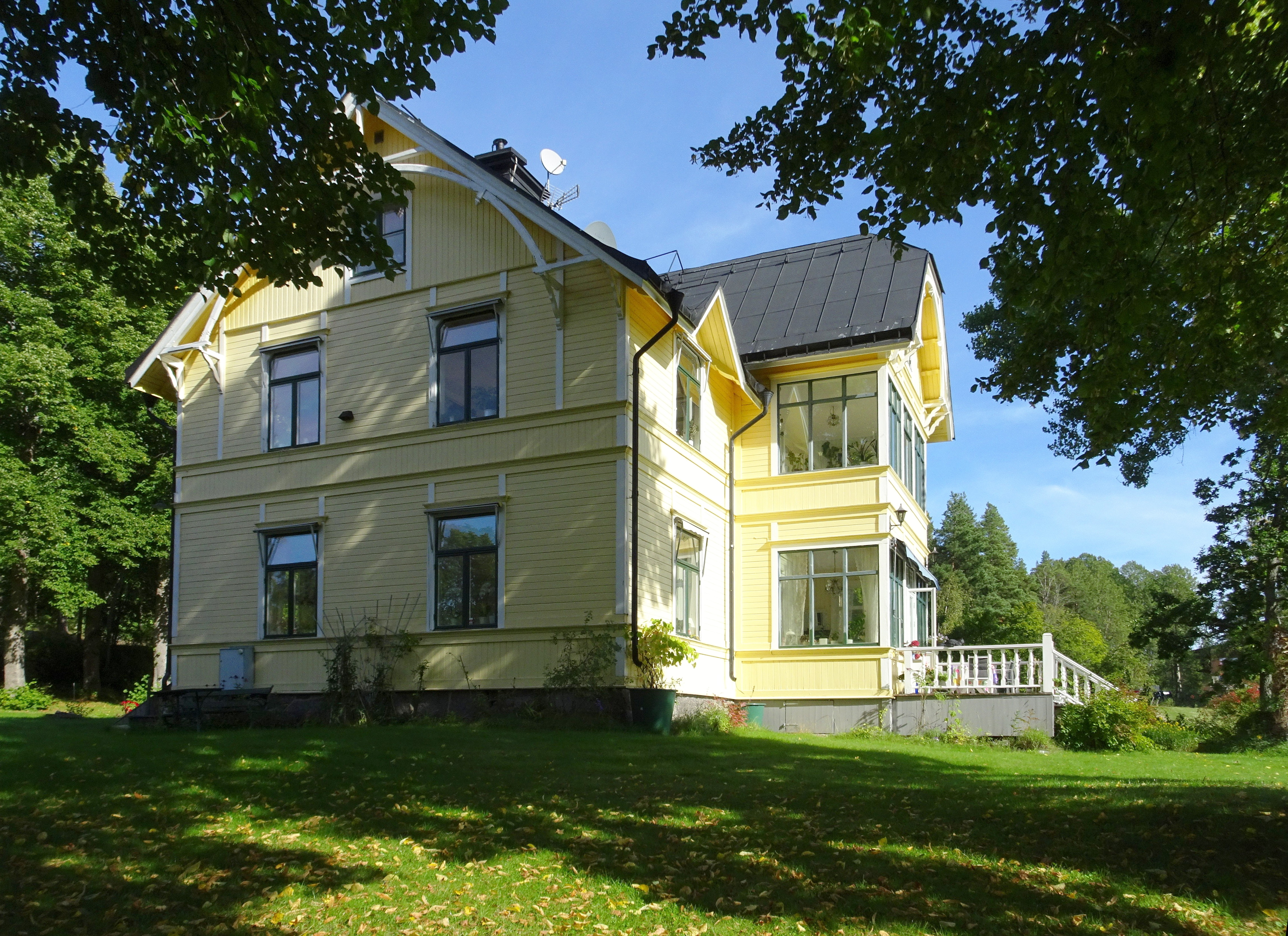
Hustega gård.
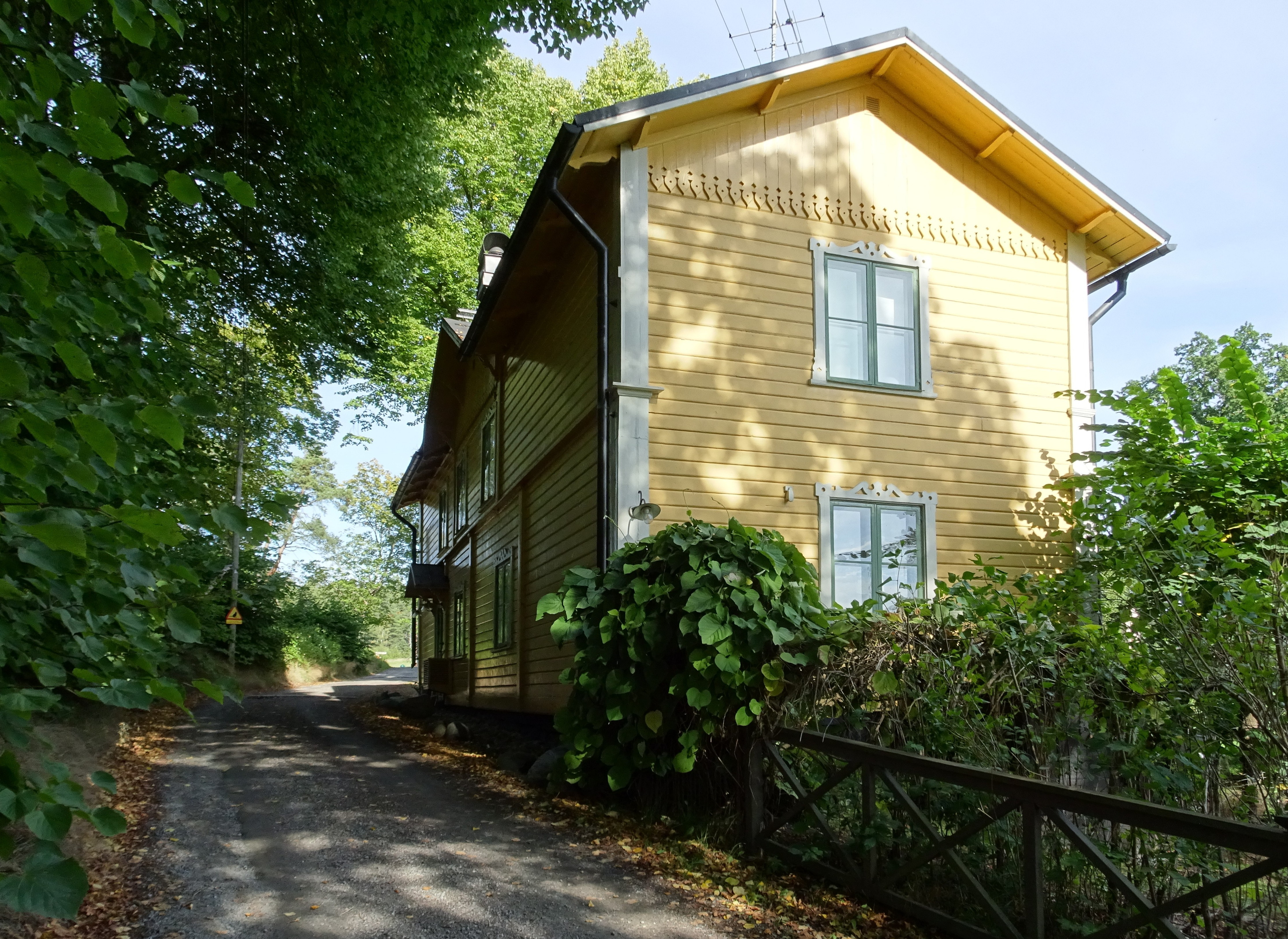
Kristinehäll.